# 김희영 (정치인)
김희영(金希英, ? - )는 조선민주주의인민공화국의 정치인이다. 내각 원유공업상 겸 조선로동당 중앙위원회 정치국 후보위원이다. 최고인민회의 제12기 대의원이다.

## 경력
1998년 1월 정무원 원유공업부 부장을 거쳐, 2007년 이후 내각 원유공업상을 맡고 있다. 2010년 9월, 조선로동당 중앙위원회 후보위원에 선임되었다.

## 최고인민회의 대의원
1998년 7월 최고인민회의 제10기 대의원을 지냈다. 2009년 4월이후 제12기 대의원이다.

## 기타
2011년 김정일 사망 당시에 국가장의위원회 위원을 맡았다.